# Nostra Senyora dels Dolors
Nostra Senyora dels Dolors és una església de Lleida protegida com a bé cultural d'interès local.

## Descripció
És una església de culte que fa cantó, d'una sola nau amb planta basilical i accés longitudinal. El cos superior apilastrat lateralment rematat en semicercle. Els forats se situen simètricament. Murs de càrrega i volta de cobriment. Pedra a la planta baixa i totxo a la resta. Ràfecs de pedra.

## Història
Fou edificat sobre l'antiga casa Alfageri. L'Altar Major actual és una còpia de l'existent abans de la guerra, obra de Ramon Corcelles (1834).